# Colorazione tricromica

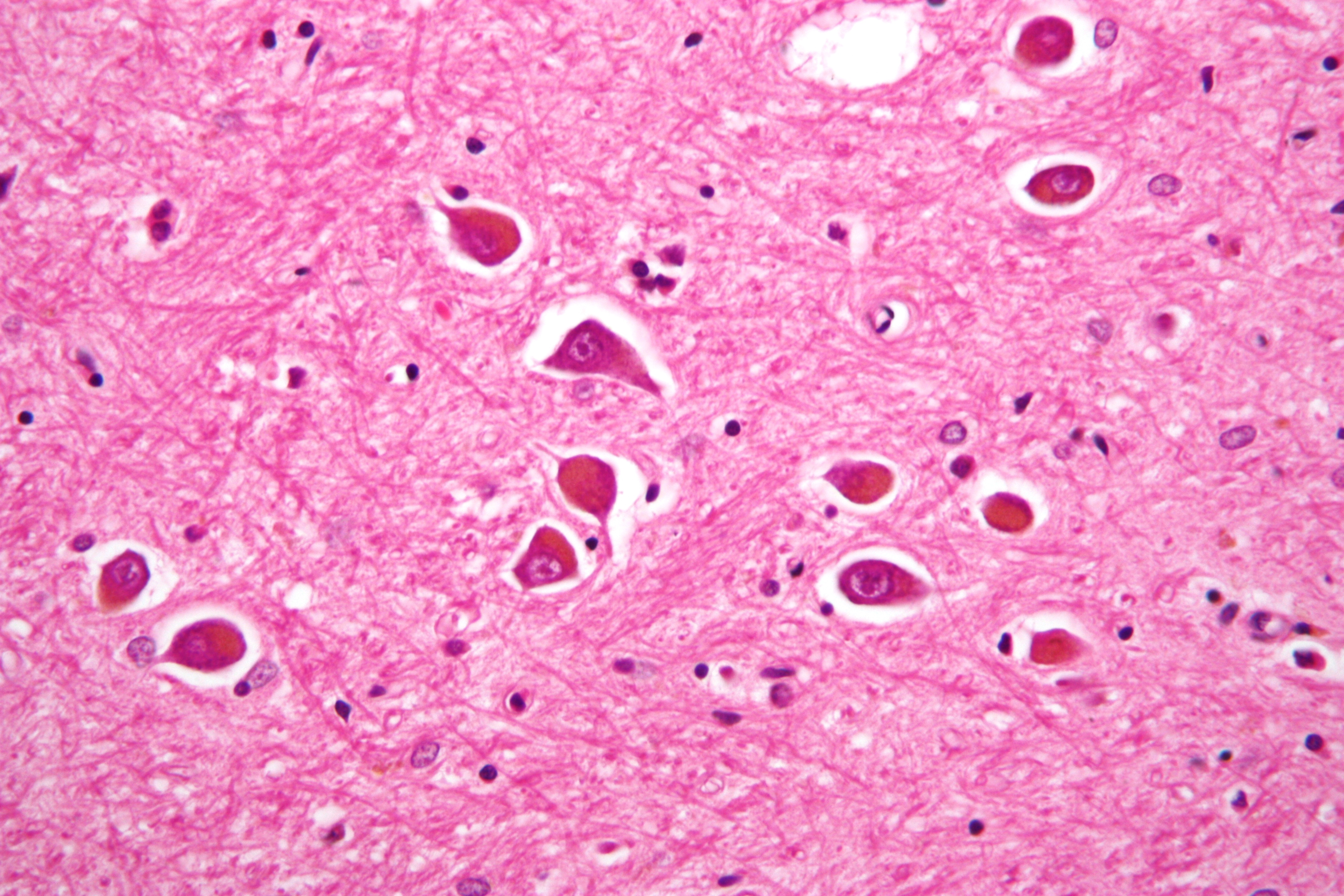
Immagine al microscopio di astrociti di Alzheimer di tipo II con colorazione tricromica in un caso di encefalopatia epatica.

La colorazione tricromica è un metodo di colorazione istologica che utilizza due o più coloranti acidi insieme a un poliacido. La colorazione differenzia i tessuti colorandoli in colori contrastanti. Così si aumenta il contrasto delle caratteristiche microscopiche nelle cellule e nei tessuti, il che le rende più facili da vedere se osservate al microscopio.
La parola "tricromica" significa "tre colori". Il primo protocollo di colorazione che è stata la colorazione tricromica di Mallory, che colora in modo differenziato gli eritrociti con un colore rosso, il tessuto muscolare con un colore rosso e il collagene con un colore blu. Alcuni altri protocolli di colorazione tricromica sono la macchia tricromica di Masson, la tricromia di Lylia e la macchia tricromica di Gömöri.